# Antoni Darder
Antoni Darder i Marsà, conocido en español  como Antonio Darder Marsá (1885-11 de abril de 1956) fue un arquitecto español.

## Biografía

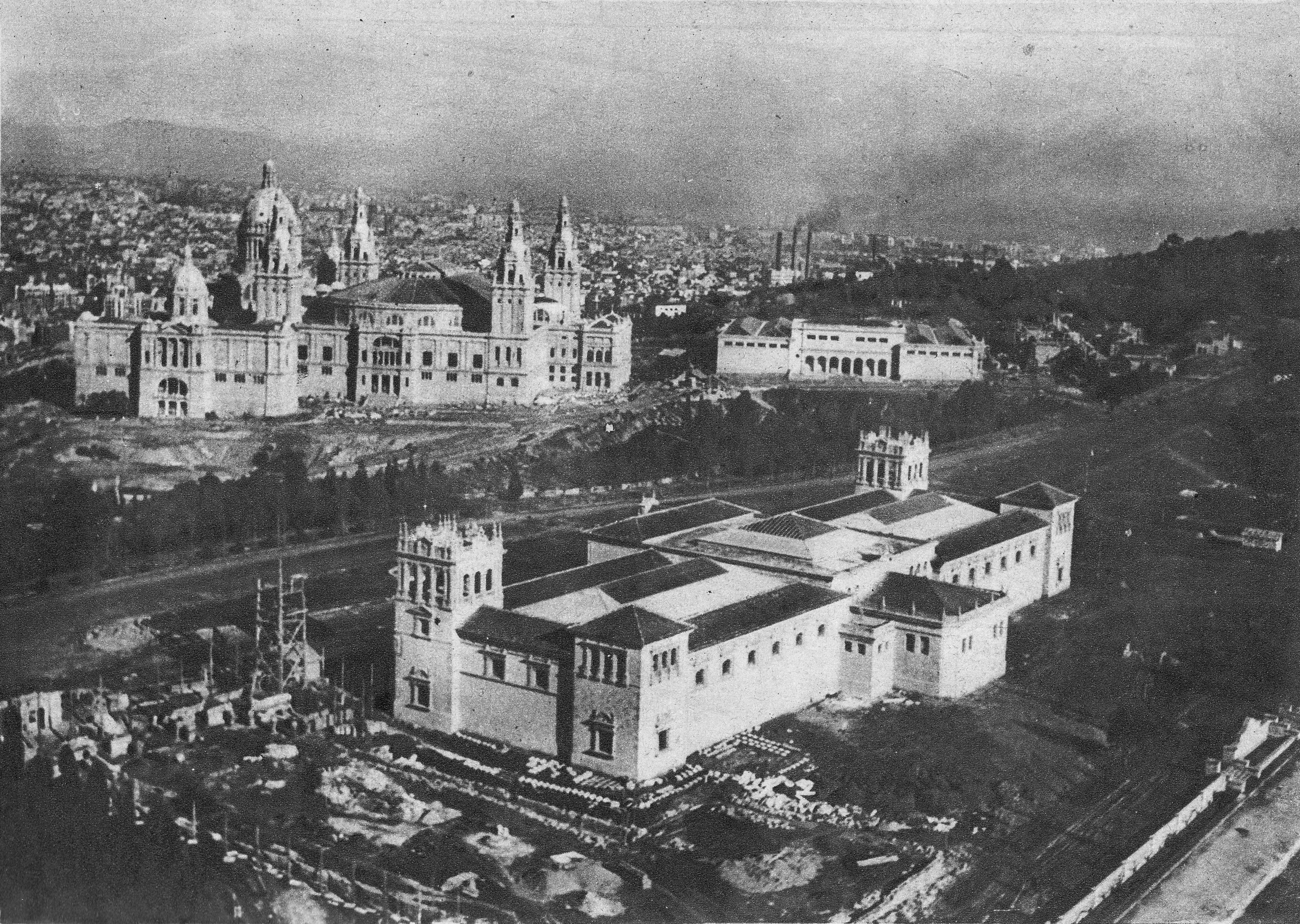
Pabellón de España en la Exposición Internacional de Barcelona (1929).

Se tituló en 1910. Fue catedrático de la Escuela Técnica Superior de Arquitectura de Barcelona, arquitecto municipal de Puigreig y arquitecto jefe del Servicio de Edificios Administrativos del Ayuntamiento de Barcelona.
En 1918 diseñó un proyecto urbanístico de reforma del distrito barcelonés de Ciutat Vella, reformulado del proyecto de reforma interior de Àngel Baixeras de 1884.
Efectuó diversos trabajos para la Exposición Internacional de Barcelona de 1929: desde 1926 fue el encargado de la continuación de las obras de urbanización de la plaza de España, iniciadas según un proyecto elaborado por Josep Puig i Cadafalch y Guillem Busquets; también formó parte del equipo encargado de la urbanización de la plaza de Cataluña, liderado por Francesc Nebot, teniente de alcalde de Obras Públicas, junto a Pere Domènech i Roura, Enric Catà, Eugenio Cendoya y Félix de Azúa (1926-1929).
Fue autor también de diversos pabellones de la Exposición:

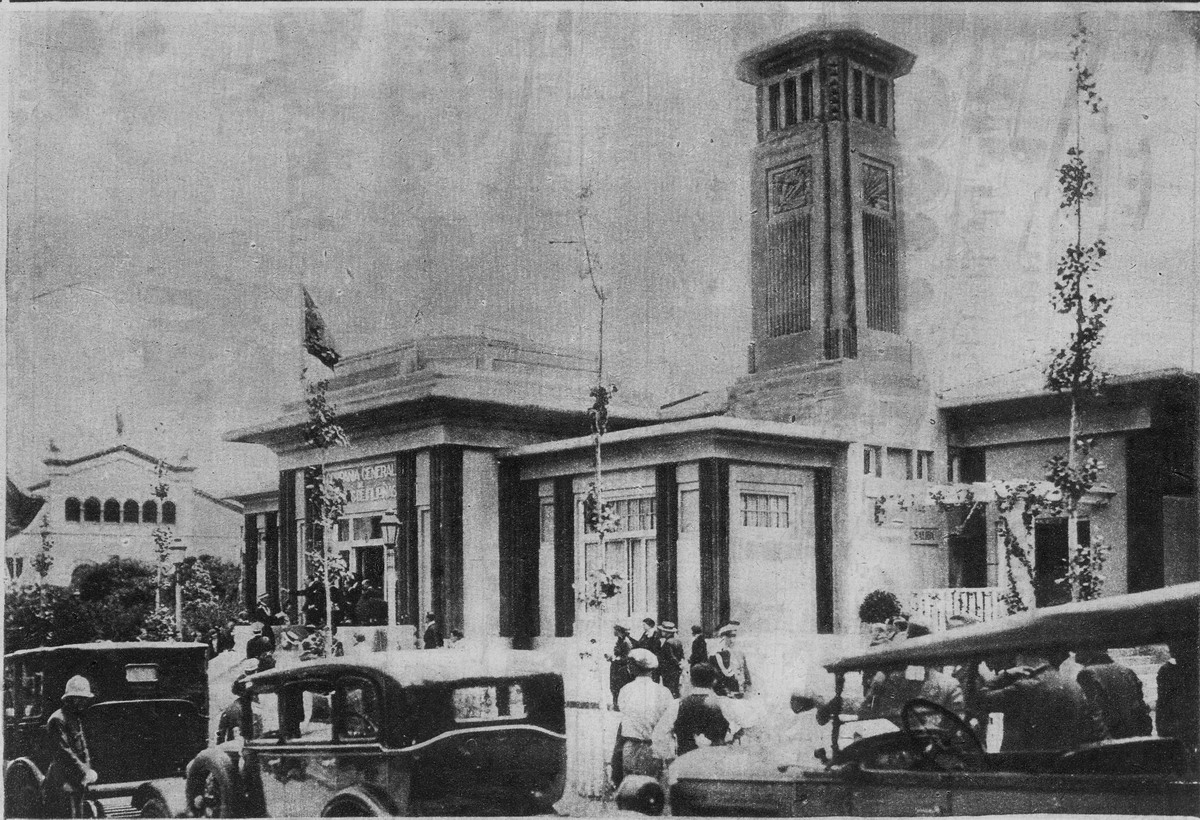
Pabellón de la Compañía de Tabacos de Filipinas.

- Pabellón de España: destinado a la representación del Gobierno y los distintos ministerios, presentaba un cuerpo central y dos laterales simétricos, con torreones en los extremos, de inspiración plateresca, con arcos de medio punto y columnas de orden corintio. Fue derribado tras la Exposición.[6]
- Palacio del Arte Moderno: formaba parte de la sección «El Arte en España», y albergaba colecciones de pintura, escultura, dibujo y grabado del siglo XIX d. C.. De planta rectangular, la fachada principal tenía un cuerpo central y dos laterales simétricos, con una estructura central en forma de arquería de medio punto que recordaba la obra del arquitecto italiano Filippo Juvara.[7]
- Palacio de las Misiones: dedicado a dar a conocer la labor de las instituciones misioneras, la fachada principal estaba inspirada en las iglesias románicas, con arcos de medio punto confeccionados con dovelas, ventanas alargadas y estrechas y un remate de forma pentagonal. El edificio era de planta rectangular, con una cúpula octogonal inspirada en el Renacimiento italiano. Durante la Guerra Civil sirvió como prisión, y posteriormente fue un refugio de indigentes, hasta que fue derribado en 1969, y en su lugar se instalaron los jardines de Joan Maragall.[8]
- Pabellón de la Compañía General de Tabacos de Filipinas: situado en el paseo de Santa Madrona, el edificio tiene planta en forma de U, rodeado de jardines, con una torre lateral y una cúpula octogonal sobre su cuerpo central. Darder siguió el estilo art déco de moda en los años 1920, con una inteligente distribución del espacio interior y un versátil juego de volúmenes en el exterior. En 1932 se convirtió en el Parvulario Municipal Forestier.[9]